# Cheaha Mountain
Cheaha Mountain, vaak genoemd Mount Cheaha, is een berg in de Amerikaanse staat Alabama. Met een hoogte van 735,5 meter is Cheaha Mountain het hoogste punt van Alabama.